# Afrikahuis
Het Afrikahuis is het voormalig kerkgebouw van de rooms-katholieke Sint Willibrodusparochie in de Amsterdamse wijk De Pijp. Het gemeentelijk monument is sinds 2008 niet meer in gebruik als godshuis, maar het is nog wel eigendom van het bisdom Haarlem-Amsterdam. Sinds 2008 wordt het gebruikt door tijdelijke huurders.

## Bouw
De kerk, die geen toren kreeg, werd eind jaren 1960 gebouwd aan de Van Ostadestraat, op de hoek met de Henrick de Keijserstraat. Daar was ruimte in de tuin van het zusterklooster - dat aan beide straten lag. De kerk was bedoeld als vervanging voor Sint-Willibrorduskerk buiten de Veste die gesloopt werd. Omdat het aantal kerkgangers was afgenomen kwamen er in het nieuwe gebouw 900 in plaats van de eerdere 2000 zitplaatsen.
Het gebouw zou multifunctioneel worden. Naast de kerkruimte was er ook een wijkcentrum in gevestigd.
Volgens architect Joop van Stigt was het pand bedoeld om dienstbaar te zijn aan de wijk.

## Architectuur
Op de hoek van het gebouw kwam de pastorie, en er werden ook woningen voor de conciërge en de koster gerealiseerd. Met de sterk geometrische plattegrond van vijf gekoppelde achthoeken is het gebouw te scharen onder de structuralistische bouwstijl. Door het gebruik van gewassen beton voor vloeren, wanden, trappen en plafonds zou men delen van het bouwwerk ook brutalistisch kunnen noemen. Op de betonnen plint die soms als 'tafel' is vormgegeven, staan gevels van Frans kalksteen. Het dak zweeft vrij boven de gevels, waardoor licht kan invallen. De achthoekige bouwvolumes worden geschakeld door vrijstaande entrees van stalen kozijnen met draadglas. In de betonnen plint waren stroken van glazen bouwstenen opgenomen, deze zijn later dichtgezet met stalen roosters. In het souterrain bevinden zich twee zalen en een entreeplein, die met een glazen gevel grenzen aan een half verdiepte binnentuin.

## Gebruik
De structuralistische bouwstijl onderscheidt zich met haar grote gesloten vlakken van de vaak gedetailleerdere en ritmische baksteenarchitectuur van de 19e-eeuwse Pijp. Dit contrast was regelmatig aanleiding tot discussie. Bij de opening in 1968 werd het gebouw omschreven als 'een verguld stukje van de ellendige Van Ostadestraat'. Voor de gebruikers was het pand onpraktisch, met name vanwege de trappen. Al in 1973 onderzocht het kerkbestuur een alternatief voor de kerk. De naam Afrikahuis dankt het gebouw aan het feit dat het van 1994 tot 2008 in gebruik was door All Saint’s Church, een missionair project van de Sociëteit voor Afrikaanse Missiën voor Afrikaanse immigranten.